# Лукашово (Харьковская область)
Лукашо́во (укр. Лукашове), село, 
Резниковский сельский совет,
Волчанский район,
Харьковская область.
Код КОАТУУ — 6321686806. Население по переписи 2001 г. составляет 56 (32/24 м/ж) человек.

## Географическое положение
Село Лукашово находится на одном из отрогов балки Бударский Яр, примыкает к селу Резниково.
На расстоянии в 1 км расположено село Красный Яр.
По селу протекает пересыхающий ручей на котором сделано несколько запруд.

## История
- 1795 - основано как село Мичкино.
- 1943 - переименовано в село Лукашово.

## Экономика
- В селе есть овце-товарная ферма.